# Rautaperäjärvi
Rautaperäjärvi är en sjö i Finland. Den ligger i kommunen Enare i landskapet Lappland, i den norra delen av landet, 1 000 km norr om huvudstaden Helsingfors. Rautaperäjärvi ligger 109,3 meter över havet. Arean är 3,91 kvadratkilometer och strandlinjen är 37,82 kilometer lång. Sjön  ingår i Neidenälvens huvudavrinningsområde. 